# Complexo militar de Tarnewitz

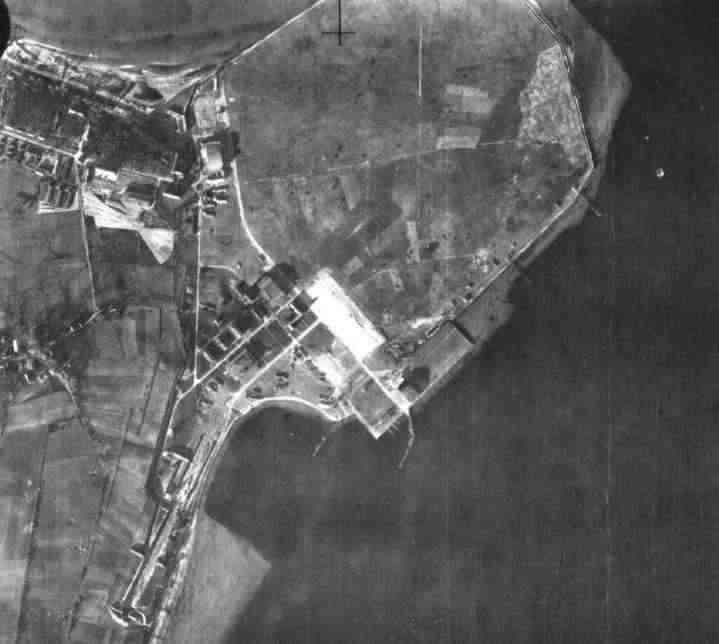
Uma fotografia aérea da península de Tarnewitz, em 1941

O Complexo militar de Tarnewitz foi um campo de testes da Luftwaffe, servindo também como base aérea. Construída numa península artificial em Boltenhagen, na costa do Mar Báltico, foi um de quatro complexos de testes denominados Erprobungsstellen construídos e usados pela Luftwaffe.
A sua construção começou em Setembro de 1935; quando completa, tinha uma pista em asfalto de 1 quilómetro de comprimento. Foi usada durante a Segunda Guerra Mundial para testes de armamento como metralhadoras, canhões automáticos e foguetes, assim como a instalação de cada um deles em aeronaves. O disparo deste armamento era feito em direcção ao mar. Depois do início da Segunda Guerra Mundial, o complexo focou-se na tarefa de desenvolver as experimentais Sonderbewaffnung (armamentos especiais), envolvendo armas de fumo e canhões automáticos de 35 mm e até mesmo de 75 mm para uso em aeronaves. Um dos últimos compromissos do complexo foi criar e testas armamento de nova geração para aeronaves como o Bachem Ba 349 e o Heinkel P.1077.
Tarnewitz foi um dos locais estratégicos da Alemanha que não chegou a ser bombardeado pelos aliados, porém foi atacada por caças-bombardeiros norte-americanos em Maio de 1944. Em Maio de 1945 o local ficou sob o controle das forças dos Estados Unidos até ser entregue à União Soviética. Continuou a ser usada por várias forças militares e paramilitares de leste até 1990. Desde então, até aos dias de hoje, foi construído no local uma marina e um hotel.